# دیوان عالی تگزاس

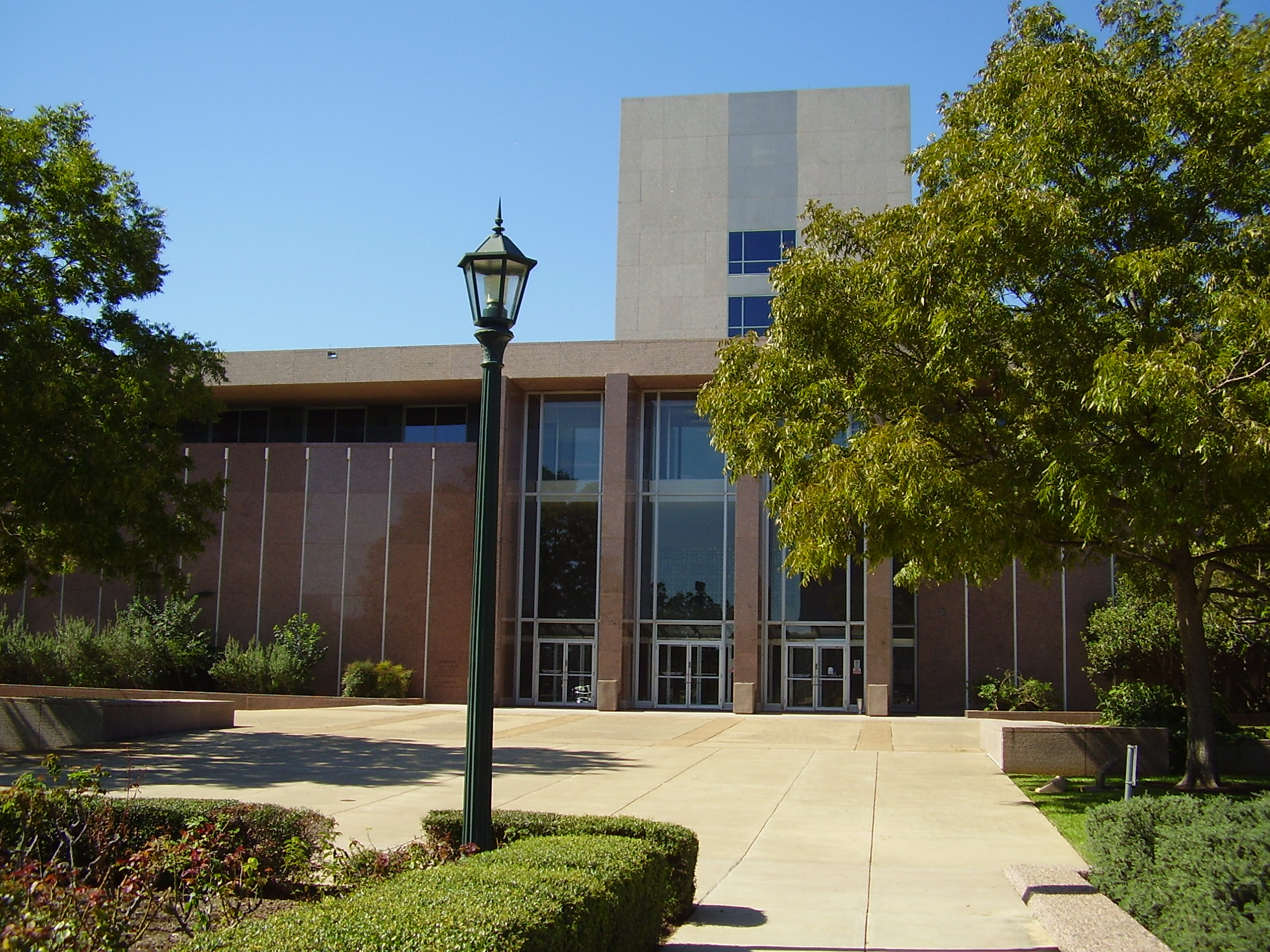
مرکز دیوان عالی تگزاس در شهر آستین قرار دارد.

دیوان عالی تگزاس (Texas Supreme Court) تأسیس ۱۸۴۰ عالی‌ترین مرجع قضایی ایالت تگزاس است.
این شاخه از دولت تگزاس متشکل از یک قاضی عالی و هشت قاضی ارشد می‌باشد.

## دادگستری شهرستانها
- عمارت دادگستری شهرستان بیر
- عمارت دادگستری شهرستان مدینه
- عمارت دادگستری شهرستان گولیاد
- عمارت دادگستری شهرستان هود
- عمارت دادگستری شهرستان کالدول
- عمارت دادگستری شهرستان الیس
- عمارت دادگستری شهرستان وایز
- عمارت دادگستری شهرستان هاپکینز
- عمارت دادگستری شهرستان لی
- عمارت دادگستری شهرستان کومال
- عمارت دادگستری شهرستان گونزالس
- عمارت دادگستری شهرستان مک‌کلینن
- عمارت دادگستری شهرستان فیت
- عمارت دادگستری شهرستان دالاس